# Xillion

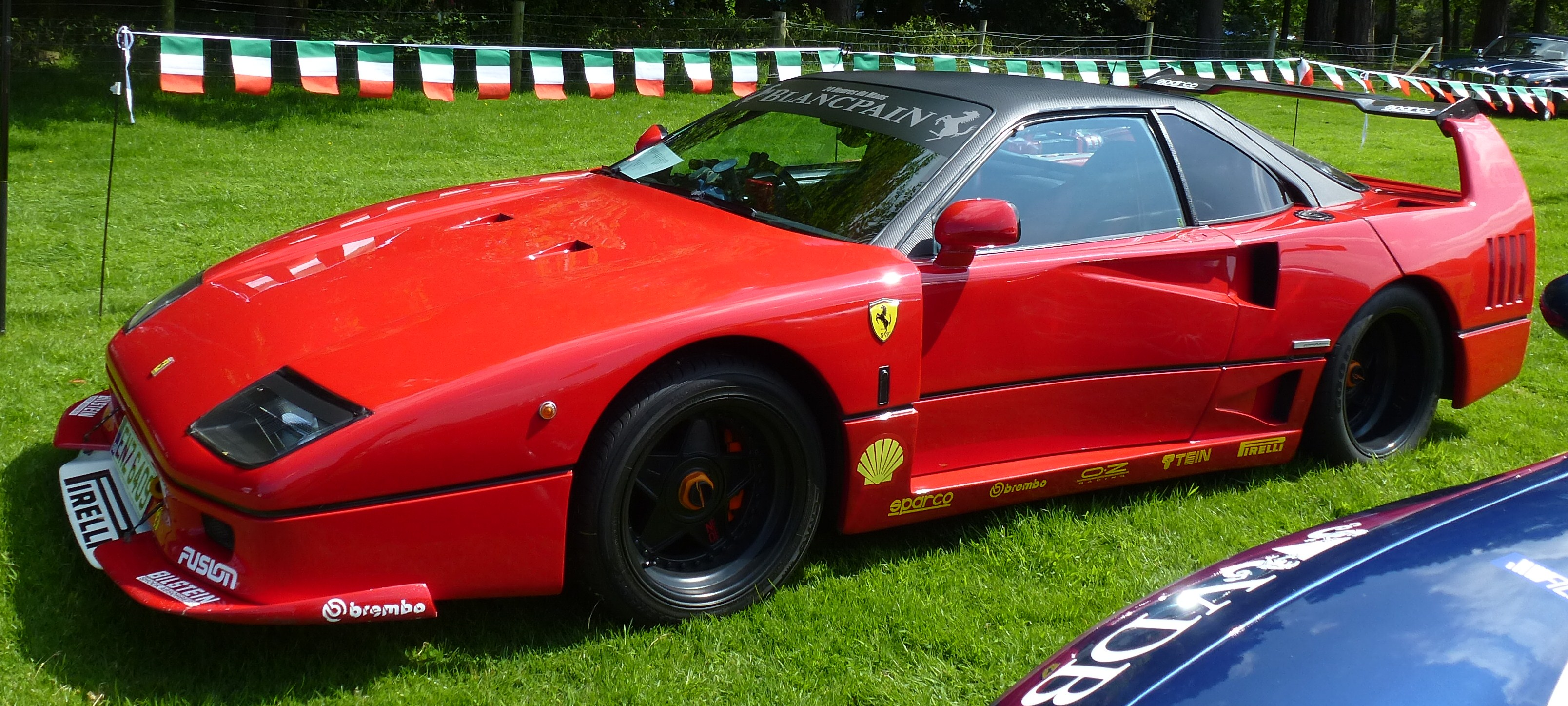
Xillion F 40

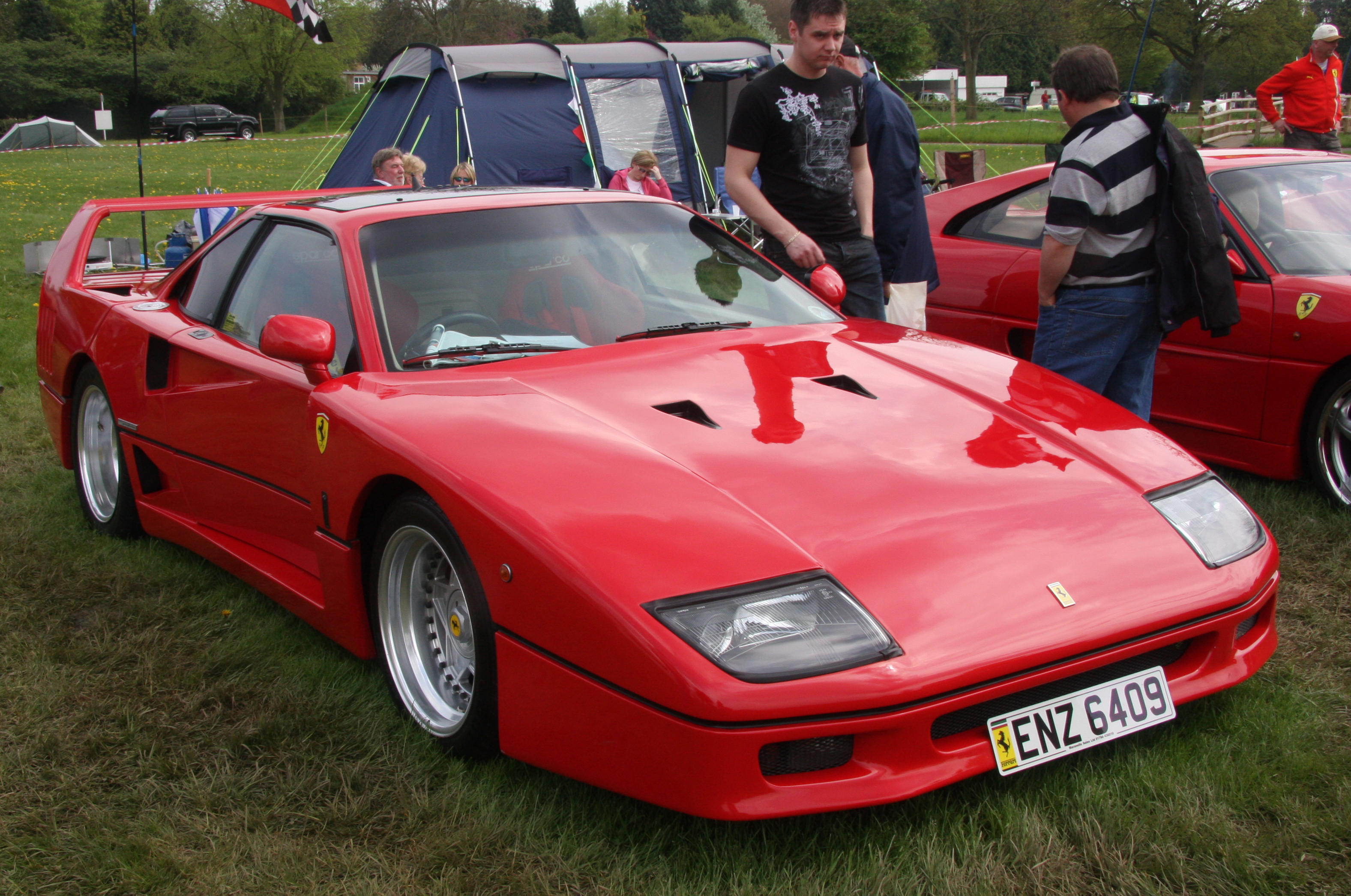
Xillion F 40

Xillion Inc. war ein US-amerikanischer Hersteller von Automobilen.

## Unternehmensgeschichte
Lee Sachs gründete das Unternehmen am 26. Mai 1988 in Miami in Florida. Er begann mit der Produktion von Automobilen und Kit Cars. Der Markenname lautete Xillion. 1993 endete die Produktion. Grund war ein verlorener Rechtsstreit mit Ferrari.
Ein Gerichtsverfahren in Florida hatte seinen Ursprung am 20. April 1990. Am 19. Juli 1993 lautete das Urteil, dass Lee Sachs wegen Patentverletzung innerhalb von zehn Tagen alle Fahrzeuge, Bauteile und die Bauformen für sein Modell F 40 zerstören musste.
Ein weiterer Rechtsstreit mit Ferrari fand zwischen dem 10. September 2001 und dem 12. September 2001 in Brownsville in Texas statt.
Am 4. Mai 1999 wurde das Unternehmen aufgelöst.

## Fahrzeuge
Im Angebot standen Nachbildungen von Fahrzeugen von Ferrari. Ein Modell entsprach dem Ferrari F40. Außerdem werden Dino 246, Ferrari 308 und Ferrari Testarossa genannt. Sie basierten auf einem Pontiac Fiero.